# میرزا محمدمهدی‌خان اعتضادالدوله
میرزا محمدمهدی‌خان اعتضادالدوله دولو (مرگ در ۱۳۰۷ قمری) کشیکچی‌باشی دربار و ایلخان ایل قاجار بود.

## زندگی
میرزا محمدمهدی‌خان اعتضادالدوله قاجار دولّو پسر بزرگ میرزا محمدخان سپهسالار اعظم بود. او در ۲۲ ربیع‌الثانی ۱۲۷۷ قمری با فخرالملوک نخستین فرزند ناصرالدین‌شاه قاجار که در آن زمان چهارده سال داشت ازدواج کرد.
- ۱۲۷۰: نیابت کشیک‌خانه دربار
- ۱۲۷۵: میرکشیکچی‌باشیگری دربار: از آنجا که پدرش وزیر جنگ شده بود او را به این سمت گماردند. در همین سال موفق به دریافت جبه ترمه شمسه مرصع شد.
- ۱۲۷۶: به عهده‌گیری فرماندهی سواران ایلات قراپاپاق و آیرملو و چلبیانلو. دریافت شمشیر مرصع از دربار
- ۱۲۷۸: دریافت درجهٔ سرتیپ اوّلی و نشان و حمایل آن
- ۱۲۷۹: نیابت اول وزارت جنگ
- ۱۲۸۰: فرماندهی سواران مهاجرین همه ولایات و دریافت نشان تمثال همایون از نوع درجهٔ یک
- ۱۲۸۱: دریافت درجهٔ امیرتومانی نظام
- ۱۲۸۴: عزل از منصب کشیکچی‌باشی‌گری و نصب کیومرث‌میرزا به این منصب
- ۱۲۸۵: نصب مجدد به مقام کشیکچی‌باشی‌گری
- ۱۲۸۸: تحویل منصب کشیکچی‌باشی‌گری به محمدمیرزا (پسر ده‌ساله‌اش) که البته کمی بعد باز هم کیومرث میرزا به این سمت رسید.
- ۱۲۹۱: انتصاب به حکومت قم از سوی ناصرالدین‌شاه. چند سال بعد از این سمت برکنار می‌شود.
- ۱۲۹۹: انتصاب به حکومت قم و ساوه از طرف کامران میرزا نایب‌السلطنه. بعدها حکومت ساوه و زرند هم به آن اضافه شد.
- ۱۳۰۴: عزل از حکومت هر چهار شهر و بازگشت به دارالخلافه و دریافت مجدد سمت کشیکچی‌باشی. امین‌الدوله عبدالله خان اصفهانی به جای او حاکم قم شد.
- ۱۳۰۵: انتصاب دوباره به عنوان حاکم قم و ساوه
- ۱۳۰۶: انتصاب به عنوان حاکم کاشان

او در ۱۳۰۷ قمری درگذشت.